# Kjell Carlström
Kjell Carlström (Porvoo, 18 d'octubre de 1976) és un ciclista finlandès, professional des del 2002 fins al 2011. En el seu palmarès destaquen tres campionats de ciclisme en ruta, el 2000, 2004 i 2009. També guanyà una etapa a la París-Niça de 2008.

## Palmarès
- 1999
  - 1r a la Volta a Sèrbia
- 2000
  -  Campió de Finlàndia de ciclisme en ruta
- 2003
  - Vencedor d'una etapa del Tour de Queensland
- 2004
  -  Campió de Finlàndia de ciclisme en ruta
  - 1r a la Uniqa Classic i vencedor d'una etapa
- 2005
  - Vencedor d'una etapa de la Uniqa Classic
- 2008
  - Vencedor d'una etapa de la París-Niça
- 2009
  -  Campió de Finlàndia de ciclisme en ruta

### Resultats al Tour de França
- 2005. 141è de la classificació general
- 2006. 132è de la classificació general
- 2007. 76è de la classificació general

### Resultats al Giro d'Itàlia
- 2008. 123è de la classificació general
- 2009. 62è de la classificació general

### Resultats a la Volta a Espanya
- 2006. 120è de la classificació general
- 2009. 91è de la classificació general